# Milà-Sanremo 2023
La Milà-Sanremo 2023, 114a edició de la Milà-Sanremo, es disputà el dissabte 18 de març de 2023 sobre un recorregut de 294 km. La cursa formà part de l'UCI World Tour 2023.
El vencedor final fou Mathieu van der Poel (Alpecin-Fenix), que s'imposà en solitari després d'atacar en els metres finals d'ascensió al Poggio. Filippo Ganna (Ineos Grenadiers) i Wout van Aert (Team Jumbo-Visma) completaren el podi.

## Equips participants
En la cursa hi prendran part 25 equips, els 18 equips UCI WorldTeams i set equips convidats de categoria UCI ProTeams.
| WorldTeams (18)- AG2R Citroën Team - Alpecin-Deceuninck - Astana Qazaqstan Team - Bahrain Victorious - Bora-Hansgrohe - Cofidis - EF Education-EasyPost - Groupama-FDJ - Ineos Grenadiers - Intermarché-Circus-Wanty - Jumbo-Visma - Movistar Team - Soudal Quick-Step - Arkéa-Samsic - Team Jayco AlUla - Team DSM - Trek-Segafredo - UAE Team Emirates ProTeams (7)- Eolo-Kometa - Green Project-Bardiani CSF-Faizanè - Israel-Premier Tech - Lotto Dstny - Q36.5 Pro Cycling Team - TotalEnergies - Tudor Pro Cycling Team |
| |

## Classificació final
| \| Classificació general \| Classificació general \| Classificació general \| Classificació general \| Classificació general \| \| Corredor \| Corredor \| Equip \| Temps \| \| \| --------------------- \| --------------------- \| --------------------- \| --------------------- \| --------------------- \| \| 1r \| Mathieu van der Poel \| Alpecin-Deceuninck \| 6h 25' 23" \| \| \| 2n \| Filippo Ganna \| Ineos Grenadiers \| + 15" \| \| \| 3r \| Wout van Aert \| Jumbo-Visma \| + 15" \| \| \| 4t \| Tadej Pogačar \| UAE Team Emirates \| + 15" \| \| \| 5è \| Søren Kragh Andersen \| Alpecin-Deceuninck \| + 26" \| \| \| 6è \| Mads Pedersen \| Trek-Segafredo \| + 26" \| \| \| 7è \| Neilson Powless \| EF Education-EasyPost \| + 26" \| \| \| 8è \| Matej Mohorič \| Bahrain Victorious \| + 26" \| \| \| 9è \| Anthony Turgis \| TotalEnergies \| + 26" \| \| \| 10è \| Jasper Stuyven \| Trek-Segafredo \| + 26" \| \| \| 11è \| Julian Alaphilippe \| Soudal Quick-Step \| + 26" \| \| \| 12è \| Davide Ballerini \| Soudal Quick-Step \| + 32" \| \| \| 13è \| Christophe Laporte \| Jumbo-Visma \| + 32" \| \| \| 14è \| Magnus Cort Nielsen \| EF Education-EasyPost \| + 32" \| \| \| 15è \| Jasper Philipsen \| Alpecin-Deceuninck \| + 32" \| \| \| 16è \| Caleb Ewan \| Lotto Dstny \| + 32" \| \| \| 17è \| Marco Haller \| Bora-Hansgrohe \| + 32" \| \| \| 18è \| Nikias Arndt \| Bahrain Victorious \| + 32" \| \| \| 19è \| Matteo Trentin \| UAE Team Emirates \| + 32" \| \| \| 20è \| Yves Lampaert \| Soudal Quick-Step \| + 32" \| \| |                      |                       |            |
| |                      |                       |            |
| Font: ProCyclingStats |                      |                       |            |
| Classificació general |                      |                       |            |
| Corredor | Corredor             | Equip                 | Temps      |
| 1r | Mathieu van der Poel | Alpecin-Deceuninck    | 6h 25' 23" |
| 2n | Filippo Ganna        | Ineos Grenadiers      | + 15"      |
| 3r | Wout van Aert        | Jumbo-Visma           | + 15"      |
| 4t | Tadej Pogačar        | UAE Team Emirates     | + 15"      |
| 5è | Søren Kragh Andersen | Alpecin-Deceuninck    | + 26"      |
| 6è | Mads Pedersen        | Trek-Segafredo        | + 26"      |
| 7è | Neilson Powless      | EF Education-EasyPost | + 26"      |
| 8è | Matej Mohorič        | Bahrain Victorious    | + 26"      |
| 9è | Anthony Turgis       | TotalEnergies         | + 26"      |
| 10è | Jasper Stuyven       | Trek-Segafredo        | + 26"      |
| 11è | Julian Alaphilippe   | Soudal Quick-Step     | + 26"      |
| 12è | Davide Ballerini     | Soudal Quick-Step     | + 32"      |
| 13è | Christophe Laporte   | Jumbo-Visma           | + 32"      |
| 14è | Magnus Cort Nielsen  | EF Education-EasyPost | + 32"      |
| 15è | Jasper Philipsen     | Alpecin-Deceuninck    | + 32"      |
| 16è | Caleb Ewan           | Lotto Dstny           | + 32"      |
| 17è | Marco Haller         | Bora-Hansgrohe        | + 32"      |
| 18è | Nikias Arndt         | Bahrain Victorious    | + 32"      |
| 19è | Matteo Trentin       | UAE Team Emirates     | + 32"      |
| 20è | Yves Lampaert        | Soudal Quick-Step     | + 32"      |

## Llista de participants
| Bahrain Victorious TBV | Bahrain Victorious TBV              | Bahrain Victorious TBV |
| ---------------------- | ----------------------------------- | ---------------------- |
| Núm                    | Ciclista                            | Pos                    |
| 1                      | Matej Mohorič (SLO)                 | 8è                     |
| 2                      | Nikias Arndt (GER)                  | 18è                    |
| 3                      | Peio Bilbao López de Armentia (ESP) | 43è                    |
| 4                      | Damiano Caruso (ITA)                | 53è                    |
| 5                      | Jonathan Milan (ITA)                | 128è                   |
| 6                      | Andrea Pasqualon (ITA)              | 60è                    |
| 7                      | Fred Wright (GBR)                   | 79è                    |

| AG2R Citroën Team ACT | AG2R Citroën Team ACT   | AG2R Citroën Team ACT |
| --------------------- | ----------------------- | --------------------- |
| Núm                   | Ciclista                | Pos                   |
| 11                    | Benoît Cosnefroy (FRA)  | 22è                   |
| 12                    | Stan Dewulf (BEL)       | 66è                   |
| 13                    | Jaakko Hänninen (FIN)   | 130è                  |
| 14                    | Lawrence Naesen (BEL)   | 83è                   |
| 15                    | Oliver Naesen (BEL)     | 74è                   |
| 16                    | Andrea Vendrame (ITA)   | 45è                   |
| 17                    | Lawrence Warbasse (USA) | 61è                   |

| Alpecin-Deceuninck ADC | Alpecin-Deceuninck ADC     | Alpecin-Deceuninck ADC |
| ---------------------- | -------------------------- | ---------------------- |
| Núm                    | Ciclista                   | Pos                    |
| 21                     | Mathieu van der Poel (NED) | 1r                     |
| 22                     | Søren Kragh Andersen (DEN) | 5è                     |
| 23                     | Silvan Dillier (SUI)       | 100è                   |
| 24                     | Quinten Hermans (BEL)      | 80è                    |
| 25                     | Jasper Philipsen (BEL)     | 15è                    |
| 26                     | Kristian Sbaragli (ITA)    | 103è                   |
| 27                     | Gianni Vermeersch (BEL)    | 81è                    |

| Astana Qazaqstan Team AST | Astana Qazaqstan Team AST   | Astana Qazaqstan Team AST |
| ------------------------- | --------------------------- | ------------------------- |
| Núm                       | Ciclista                    | Pos                       |
| 31                        | Mark Cavendish (GBR) (ruta) | 150è                      |
| 32                        | Leonardo Basso (ITA)        | 131è                      |
| 33                        | Cees Bol (NED)              | 57è                       |
| 34                        | Davide Martinelli (ITA)     | 127è                      |
| 35                        | Aliaksandr Rabuixenka       | 142è                      |
| 36                        | Gleb Syrica                 | DNF                       |
| 37                        | Simone Velasco (ITA)        | 47è                       |

| Bora-Hansgrohe BOH | Bora-Hansgrohe BOH       | Bora-Hansgrohe BOH |
| ------------------ | ------------------------ | ------------------ |
| Núm                | Ciclista                 | Pos                |
| 41                 | Sam Bennett (IRL)        | DNF                |
| 42                 | Nico Denz (GER)          | 114è               |
| 43                 | Marco Haller (AUT)       | 17è                |
| 44                 | Cesare Benedetti (POL)   | DNF                |
| 45                 | Nils Politt (GER) (ruta) | 21è                |
| 46                 | Ryan Mullen (IRL)        | 153è               |
| 47                 | Danny van Poppel (NED)   | 111è               |

| Cofidis COF | Cofidis COF              | Cofidis COF |
| ----------- | ------------------------ | ----------- |
| Núm         | Ciclista                 | Pos         |
| 51          | Simone Consonni (ITA)    | 48è         |
| 52          | Davide Cimolai (ITA)     | 75è         |
| 53          | Bryan Coquard (FRA)      | 56è         |
| 54          | Alexandre Delettre (FRA) | 135è        |
| 55          | Alexis Renard (FRA)      | 137è        |
| 56          | Benjamin Thomas (FRA)    | 55è         |
| 57          | Harrison Wood (GBR)      | 85è         |

| EF Education-EasyPost EFE | EF Education-EasyPost EFE   | EF Education-EasyPost EFE |
| ------------------------- | --------------------------- | ------------------------- |
| Núm                       | Ciclista                    | Pos                       |
| 61                        | Alberto Bettiol (ITA)       | 54è                       |
| 62                        | Stefan Bissegger (SUI)      | 145è                      |
| 63                        | Mikkel Frølich Honoré (DEN) | 69è                       |
| 64                        | Magnus Cort Nielsen (DEN)   | 14è                       |
| 65                        | Neilson Powless (USA)       | 7è                        |
| 66                        | Jonas Rutsch (GER)          | 126è                      |
| 67                        | Łukasz Wiśniowski (POL)     | 140è                      |

| Eolo-Kometa EOK | Eolo-Kometa EOK         | Eolo-Kometa EOK |
| --------------- | ----------------------- | --------------- |
| Núm             | Ciclista                | Pos             |
| 71              | Mirco Maestri (ITA)     | 105è            |
| 72              | Mattia Bais (ITA)       | 97è             |
| 73              | Simone Bevilacqua (ITA) | 143è            |
| 74              | Francesco Gavazzi (ITA) | 58è             |
| 75              | David Martin (ESP)      | 160è            |
| 76              | Samuele Rivi (ITA)      | 161è            |
| 77              | Diego Sevilla (ESP)     | 99è             |

| Green Project-Bardiani CSF-Faizanè BCF | Green Project-Bardiani CSF-Faizanè BCF | Green Project-Bardiani CSF-Faizanè BCF |
| -------------------------------------- | -------------------------------------- | -------------------------------------- |
| Núm                                    | Ciclista                               | Pos                                    |
| 81                                     | Henok Mulubrhan (ERI)                  | 162è                                   |
| 82                                     | Davide Gabburo (ITA)                   | 78è                                    |
| 83                                     | Riccardo Lucca (ITA)                   | 108è                                   |
| 84                                     | Filippo Magli (ITA)                    | 64è                                    |
| 85                                     | Manuele Tarozzi (ITA)                  | 155è                                   |
| 86                                     | Alessandro Tonelli (ITA)               | 101è                                   |
| 87                                     | Samuele Zoccarato (ITA)                | 120è                                   |

| Groupama-FDJ GFC | Groupama-FDJ GFC          | Groupama-FDJ GFC |
| ---------------- | ------------------------- | ---------------- |
| Núm              | Ciclista                  | Pos              |
| 91               | Arnaud Démare (FRA)       | 51è              |
| 92               | Kevin Geniets (LUX)       | 29è              |
| 93               | Ignatas Konovalovas (LTU) | 116è             |
| 94               | Rudy Molard (FRA)         | 30è              |
| 95               | Quentin Pacher (FRA)      | 41è              |
| 96               | Miles Scotson (AUS)       | 144è             |
| 97               | Jake Stewart (GBR)        | 87è              |

| Ineos Grenadiers IGD | Ineos Grenadiers IGD         | Ineos Grenadiers IGD |
| -------------------- | ---------------------------- | -------------------- |
| Núm                  | Ciclista                     | Pos                  |
| 101                  | Filippo Ganna (ITA)          | 2n                   |
| 102                  | Kim Heiduk (GER)             | 141è                 |
| 103                  | Michał Kwiatkowski (POL)     | 139è                 |
| 104                  | Jhonatan Narváez Prado (ECU) | 32è                  |
| 105                  | Luke Rowe (GBR)              | 148è                 |
| 106                  | Magnus Sheffield (USA)       | 24è                  |
| 107                  | Ben Swift (GBR)              | 73è                  |

| Intermarché-Circus-Wanty ICW | Intermarché-Circus-Wanty ICW | Intermarché-Circus-Wanty ICW |
| ---------------------------- | ---------------------------- | ---------------------------- |
| Núm                          | Ciclista                     | Pos                          |
| 111                          | Biniam Girmay (ERI)          | 28è                          |
| 112                          | Niccolò Bonifazio (ITA)      | 77è                          |
| 113                          | Sven Erik Bystrøm (NOR)      | 62è                          |
| 114                          | Lorenzo Rota (ITA)           | 31è                          |
| 115                          | Mike Teunissen (NED)         | 89è                          |
| 116                          | Loïc Vliegen (BEL)           | 151è                         |
| 117                          | Aimé De Gendt (BEL)          | 93è                          |

| Israel-Premier Tech IPT | Israel-Premier Tech IPT  | Israel-Premier Tech IPT |
| ----------------------- | ------------------------ | ----------------------- |
| Núm                     | Ciclista                 | Pos                     |
| 121                     | Sep Vanmarcke (BEL)      | 46è                     |
| 122                     | Derek Gee (CAN)          | 98è                     |
| 123                     | Hugo Houle (CAN)         | 65è                     |
| 124                     | Daryl Impey (RSA)        | 107è                    |
| 125                     | Krists Neilands (LAT)    | 27è                     |
| 126                     | Mads Würtz Schmidt (DEN) | 149è                    |
| 127                     | Corbin Strong (NZL)      | 86è                     |

| Jumbo-Visma TJV | Jumbo-Visma TJV            | Jumbo-Visma TJV |
| --------------- | -------------------------- | --------------- |
| Núm             | Ciclista                   | Pos             |
| 131             | Wout van Aert (BEL)        | 3r              |
| 132             | Edoardo Affini (ITA)       | 136è            |
| 133             | Christophe Laporte (FRA)   | 13è             |
| 134             | Jan Tratnik (SLO)          | 91è             |
| 135             | Attila Valter (HUN) (ruta) | 34è             |
| 136             | Jos van Emden (NED)        | 168è            |
| 137             | Nathan Van Hooydonck (BEL) | 118è            |

| Lotto Dstny LTD | Lotto Dstny LTD        | Lotto Dstny LTD |
| --------------- | ---------------------- | --------------- |
| Núm             | Ciclista               | Pos             |
| 141             | Caleb Ewan (AUS)       | 16è             |
| 142             | Jasper De Buyst (BEL)  | 94è             |
| 143             | Arnaud De Lie (BEL)    | 95è             |
| 144             | Jarrad Drizners (AUS)  | 110è            |
| 145             | Frederik Frison (BEL)  | 106è            |
| 146             | Jacopo Guarnieri (ITA) | 124è            |
| 147             | Maxim Van Gils (BEL)   | 38è             |

| Movistar Team MOV | Movistar Team MOV               | Movistar Team MOV |
| ----------------- | ------------------------------- | ----------------- |
| Núm               | Ciclista                        | Pos               |
| 151               | Alexander Aranburu Deba (ESP)   | 26è               |
| 152               | Iván García Cortina (ESP)       | 33è               |
| 153               | Fernando Gaviria Rendón (COL)   | 129è              |
| 154               | Johan Jacobs (SUI)              | 133è              |
| 155               | Oier Lazkano López (ESP)        | 134è              |
| 156               | Lluís Mas Bonet (ESP)           | 63è               |
| 157               | Gonzalo Serrano Rodríguez (ESP) | 25è               |

| Q36.5 Pro Cycling Team Q36 | Q36.5 Pro Cycling Team Q36 | Q36.5 Pro Cycling Team Q36 |
| -------------------------- | -------------------------- | -------------------------- |
| Núm                        | Ciclista                   | Pos                        |
| 161                        | Matteo Moschetti (ITA)     | 156è                       |
| 162                        | Negasi Abreha (ETH)        | 169è                       |
| 163                        | Antonio Puppio (ITA)       | 117è                       |
| 164                        | Gianluca Brambilla (ITA)   | 42è                        |
| 165                        | Mark Donovan (GBR)         | 70è                        |
| 166                        | Alessandro Fedeli (ITA)    | 50è                        |
| 167                        | Tobias Ludvigsson (SWE)    | 96è                        |

| Soudal Quick-Step SOQ | Soudal Quick-Step SOQ         | Soudal Quick-Step SOQ |
| --------------------- | ----------------------------- | --------------------- |
| Núm                   | Ciclista                      | Pos                   |
| 171                   | Julian Alaphilippe (FRA)      | 11è                   |
| 172                   | Kasper Asgreen (DEN)          | 36è                   |
| 173                   | Davide Ballerini (ITA)        | 12è                   |
| 174                   | Tim Declercq (BEL)            | 121è                  |
| 175                   | Dries Devenyns (BEL)          | 123è                  |
| 176                   | Yves Lampaert (BEL)           | 20è                   |
| 177                   | Florian Sénéchal (FRA) (ruta) | 76è                   |

| Arkéa-Samsic ARK | Arkéa-Samsic ARK       | Arkéa-Samsic ARK |
| ---------------- | ---------------------- | ---------------- |
| Núm              | Ciclista               | Pos              |
| 181              | Luca Mozzato (ITA)     | 132è             |
| 182              | Warren Barguil (FRA)   | 40è              |
| 183              | Jenthe Biermans (BEL)  | 59è              |
| 184              | Simon Guglielmi (FRA)  | 102è             |
| 185              | Matis Louvel (FRA)     | 90è              |
| 186              | Clément Russo (FRA)    | 125è             |
| 187              | Alessandro Verre (ITA) | 166è             |

| Team DSM DSM | Team DSM DSM           | Team DSM DSM |
| ------------ | ---------------------- | ------------ |
| Núm          | Ciclista               | Pos          |
| 191          | John Degenkolb (GER)   | 39è          |
| 192          | Pavel Bittner (CZE)    | 167è         |
| 193          | Matthew Dinham (AUS)   | 170è         |
| 194          | Nils Eekhoff (NED)     | 147è         |
| 195          | Marius Mayrhofer (GER) | 115è         |
| 196          | Florian Stork (GER)    | 112è         |
| 197          | Kevin Vermaerke (USA)  | 71è          |

| Team Jayco AlUla JAY | Team Jayco AlUla JAY    | Team Jayco AlUla JAY |
| -------------------- | ----------------------- | -------------------- |
| Núm                  | Ciclista                | Pos                  |
| 201                  | Matteo Sobrero (ITA)    | 37è                  |
| 202                  | Alexandre Balmer (SUI)  | 84è                  |
| 203                  | Michael Hepburn (AUS)   | 154è                 |
| 204                  | Jan Maas (NED)          | 119è                 |
| 205                  | Luka Mezgec (SLO)       | 23è                  |
| 206                  | Lukas Pöstlberger (AUT) | 122è                 |
| 207                  | Zdeněk Štybar (CZE)     | 52è                  |

| TotalEnergies TEN | TotalEnergies TEN        | TotalEnergies TEN |
| ----------------- | ------------------------ | ----------------- |
| Núm               | Ciclista                 | Pos               |
| 211               | Peter Sagan (SVK) (ruta) | 44è               |
| 212               | Maciej Bodnar (POL)      | DNF               |
| 213               | Sandy Dujardin (FRA)     | 157è              |
| 214               | Valentin Ferron (FRA)    | 68è               |
| 215               | Daniel Oss (ITA)         | 35è               |
| 216               | Geoffrey Soupe (FRA)     | 104è              |
| 217               | Anthony Turgis (FRA)     | 9è                |

| Trek-Segafredo TFS | Trek-Segafredo TFS     | Trek-Segafredo TFS |
| ------------------ | ---------------------- | ------------------ |
| Núm                | Ciclista               | Pos                |
| 221                | Mads Pedersen (DEN)    | 6è                 |
| 222                | Dario Cataldo (ITA)    | 113è               |
| 223                | Markus Hoelgaard (NOR) | 152è               |
| 224                | Jacopo Mosca (ITA)     | 164è               |
| 225                | Toms Skujiņš (LAT)     | 88è                |
| 226                | Jasper Stuyven (BEL)   | 10è                |
| 227                | Otto Vergaerde (BEL)   | 159è               |

| Tudor Pro Cycling Team TUD | Tudor Pro Cycling Team TUD | Tudor Pro Cycling Team TUD |
| -------------------------- | -------------------------- | -------------------------- |
| Núm                        | Ciclista                   | Pos                        |
| 231                        | Rick Pluimers (NED)        | 49è                        |
| 232                        | Tom Bohli (SUI)            | 158è                       |
| 233                        | Aloïs Charrin (FRA)        | 165è                       |
| 234                        | Luc Wirtgen (LUX)          | 82è                        |
| 235                        | Miká Heming (GER)          | 138è                       |
| 236                        | Arthur Kluckers (LUX)      | 109è                       |
| 237                        | Roland Thalmann (SUI)      | 146è                       |

| UAE Team Emirates UAD | UAE Team Emirates UAD            | UAE Team Emirates UAD |
| --------------------- | -------------------------------- | --------------------- |
| Núm                   | Ciclista                         | Pos                   |
| 241                   | Tadej Pogačar (SLO)              | 4t                    |
| 242                   | Alessandro Covi (ITA)            | DNF                   |
| 243                   | Tim Wellens (BEL)                | 67è                   |
| 244                   | Felix Großschartner (AUT) (ruta) | 92è                   |
| 245                   | Domen Novak (SLO)                | 163è                  |
| 246                   | Matteo Trentin (ITA)             | 19è                   |
| 247                   | Diego Ulissi (ITA)               | 72è                   |

| Bahrain Victorious TBV | Bahrain Victorious TBV              | Bahrain Victorious TBV |
| ---------------------- | ----------------------------------- | ---------------------- |
| Núm                    | Ciclista                            | Pos                    |
| 1                      | Matej Mohorič (SLO)                 | 8è                     |
| 2                      | Nikias Arndt (GER)                  | 18è                    |
| 3                      | Peio Bilbao López de Armentia (ESP) | 43è                    |
| 4                      | Damiano Caruso (ITA)                | 53è                    |
| 5                      | Jonathan Milan (ITA)                | 128è                   |
| 6                      | Andrea Pasqualon (ITA)              | 60è                    |
| 7                      | Fred Wright (GBR)                   | 79è                    |

| AG2R Citroën Team ACT | AG2R Citroën Team ACT   | AG2R Citroën Team ACT |
| --------------------- | ----------------------- | --------------------- |
| Núm                   | Ciclista                | Pos                   |
| 11                    | Benoît Cosnefroy (FRA)  | 22è                   |
| 12                    | Stan Dewulf (BEL)       | 66è                   |
| 13                    | Jaakko Hänninen (FIN)   | 130è                  |
| 14                    | Lawrence Naesen (BEL)   | 83è                   |
| 15                    | Oliver Naesen (BEL)     | 74è                   |
| 16                    | Andrea Vendrame (ITA)   | 45è                   |
| 17                    | Lawrence Warbasse (USA) | 61è                   |

| Alpecin-Deceuninck ADC | Alpecin-Deceuninck ADC     | Alpecin-Deceuninck ADC |
| ---------------------- | -------------------------- | ---------------------- |
| Núm                    | Ciclista                   | Pos                    |
| 21                     | Mathieu van der Poel (NED) | 1r                     |
| 22                     | Søren Kragh Andersen (DEN) | 5è                     |
| 23                     | Silvan Dillier (SUI)       | 100è                   |
| 24                     | Quinten Hermans (BEL)      | 80è                    |
| 25                     | Jasper Philipsen (BEL)     | 15è                    |
| 26                     | Kristian Sbaragli (ITA)    | 103è                   |
| 27                     | Gianni Vermeersch (BEL)    | 81è                    |

| Astana Qazaqstan Team AST | Astana Qazaqstan Team AST   | Astana Qazaqstan Team AST |
| ------------------------- | --------------------------- | ------------------------- |
| Núm                       | Ciclista                    | Pos                       |
| 31                        | Mark Cavendish (GBR) (ruta) | 150è                      |
| 32                        | Leonardo Basso (ITA)        | 131è                      |
| 33                        | Cees Bol (NED)              | 57è                       |
| 34                        | Davide Martinelli (ITA)     | 127è                      |
| 35                        | Aliaksandr Rabuixenka       | 142è                      |
| 36                        | Gleb Syrica                 | DNF                       |
| 37                        | Simone Velasco (ITA)        | 47è                       |

| Bora-Hansgrohe BOH | Bora-Hansgrohe BOH       | Bora-Hansgrohe BOH |
| ------------------ | ------------------------ | ------------------ |
| Núm                | Ciclista                 | Pos                |
| 41                 | Sam Bennett (IRL)        | DNF                |
| 42                 | Nico Denz (GER)          | 114è               |
| 43                 | Marco Haller (AUT)       | 17è                |
| 44                 | Cesare Benedetti (POL)   | DNF                |
| 45                 | Nils Politt (GER) (ruta) | 21è                |
| 46                 | Ryan Mullen (IRL)        | 153è               |
| 47                 | Danny van Poppel (NED)   | 111è               |

| Cofidis COF | Cofidis COF              | Cofidis COF |
| ----------- | ------------------------ | ----------- |
| Núm         | Ciclista                 | Pos         |
| 51          | Simone Consonni (ITA)    | 48è         |
| 52          | Davide Cimolai (ITA)     | 75è         |
| 53          | Bryan Coquard (FRA)      | 56è         |
| 54          | Alexandre Delettre (FRA) | 135è        |
| 55          | Alexis Renard (FRA)      | 137è        |
| 56          | Benjamin Thomas (FRA)    | 55è         |
| 57          | Harrison Wood (GBR)      | 85è         |

| EF Education-EasyPost EFE | EF Education-EasyPost EFE   | EF Education-EasyPost EFE |
| ------------------------- | --------------------------- | ------------------------- |
| Núm                       | Ciclista                    | Pos                       |
| 61                        | Alberto Bettiol (ITA)       | 54è                       |
| 62                        | Stefan Bissegger (SUI)      | 145è                      |
| 63                        | Mikkel Frølich Honoré (DEN) | 69è                       |
| 64                        | Magnus Cort Nielsen (DEN)   | 14è                       |
| 65                        | Neilson Powless (USA)       | 7è                        |
| 66                        | Jonas Rutsch (GER)          | 126è                      |
| 67                        | Łukasz Wiśniowski (POL)     | 140è                      |

| Eolo-Kometa EOK | Eolo-Kometa EOK         | Eolo-Kometa EOK |
| --------------- | ----------------------- | --------------- |
| Núm             | Ciclista                | Pos             |
| 71              | Mirco Maestri (ITA)     | 105è            |
| 72              | Mattia Bais (ITA)       | 97è             |
| 73              | Simone Bevilacqua (ITA) | 143è            |
| 74              | Francesco Gavazzi (ITA) | 58è             |
| 75              | David Martin (ESP)      | 160è            |
| 76              | Samuele Rivi (ITA)      | 161è            |
| 77              | Diego Sevilla (ESP)     | 99è             |

| Green Project-Bardiani CSF-Faizanè BCF | Green Project-Bardiani CSF-Faizanè BCF | Green Project-Bardiani CSF-Faizanè BCF |
| -------------------------------------- | -------------------------------------- | -------------------------------------- |
| Núm                                    | Ciclista                               | Pos                                    |
| 81                                     | Henok Mulubrhan (ERI)                  | 162è                                   |
| 82                                     | Davide Gabburo (ITA)                   | 78è                                    |
| 83                                     | Riccardo Lucca (ITA)                   | 108è                                   |
| 84                                     | Filippo Magli (ITA)                    | 64è                                    |
| 85                                     | Manuele Tarozzi (ITA)                  | 155è                                   |
| 86                                     | Alessandro Tonelli (ITA)               | 101è                                   |
| 87                                     | Samuele Zoccarato (ITA)                | 120è                                   |

| Groupama-FDJ GFC | Groupama-FDJ GFC          | Groupama-FDJ GFC |
| ---------------- | ------------------------- | ---------------- |
| Núm              | Ciclista                  | Pos              |
| 91               | Arnaud Démare (FRA)       | 51è              |
| 92               | Kevin Geniets (LUX)       | 29è              |
| 93               | Ignatas Konovalovas (LTU) | 116è             |
| 94               | Rudy Molard (FRA)         | 30è              |
| 95               | Quentin Pacher (FRA)      | 41è              |
| 96               | Miles Scotson (AUS)       | 144è             |
| 97               | Jake Stewart (GBR)        | 87è              |

| Ineos Grenadiers IGD | Ineos Grenadiers IGD         | Ineos Grenadiers IGD |
| -------------------- | ---------------------------- | -------------------- |
| Núm                  | Ciclista                     | Pos                  |
| 101                  | Filippo Ganna (ITA)          | 2n                   |
| 102                  | Kim Heiduk (GER)             | 141è                 |
| 103                  | Michał Kwiatkowski (POL)     | 139è                 |
| 104                  | Jhonatan Narváez Prado (ECU) | 32è                  |
| 105                  | Luke Rowe (GBR)              | 148è                 |
| 106                  | Magnus Sheffield (USA)       | 24è                  |
| 107                  | Ben Swift (GBR)              | 73è                  |

| Intermarché-Circus-Wanty ICW | Intermarché-Circus-Wanty ICW | Intermarché-Circus-Wanty ICW |
| ---------------------------- | ---------------------------- | ---------------------------- |
| Núm                          | Ciclista                     | Pos                          |
| 111                          | Biniam Girmay (ERI)          | 28è                          |
| 112                          | Niccolò Bonifazio (ITA)      | 77è                          |
| 113                          | Sven Erik Bystrøm (NOR)      | 62è                          |
| 114                          | Lorenzo Rota (ITA)           | 31è                          |
| 115                          | Mike Teunissen (NED)         | 89è                          |
| 116                          | Loïc Vliegen (BEL)           | 151è                         |
| 117                          | Aimé De Gendt (BEL)          | 93è                          |

| Israel-Premier Tech IPT | Israel-Premier Tech IPT  | Israel-Premier Tech IPT |
| ----------------------- | ------------------------ | ----------------------- |
| Núm                     | Ciclista                 | Pos                     |
| 121                     | Sep Vanmarcke (BEL)      | 46è                     |
| 122                     | Derek Gee (CAN)          | 98è                     |
| 123                     | Hugo Houle (CAN)         | 65è                     |
| 124                     | Daryl Impey (RSA)        | 107è                    |
| 125                     | Krists Neilands (LAT)    | 27è                     |
| 126                     | Mads Würtz Schmidt (DEN) | 149è                    |
| 127                     | Corbin Strong (NZL)      | 86è                     |

| Jumbo-Visma TJV | Jumbo-Visma TJV            | Jumbo-Visma TJV |
| --------------- | -------------------------- | --------------- |
| Núm             | Ciclista                   | Pos             |
| 131             | Wout van Aert (BEL)        | 3r              |
| 132             | Edoardo Affini (ITA)       | 136è            |
| 133             | Christophe Laporte (FRA)   | 13è             |
| 134             | Jan Tratnik (SLO)          | 91è             |
| 135             | Attila Valter (HUN) (ruta) | 34è             |
| 136             | Jos van Emden (NED)        | 168è            |
| 137             | Nathan Van Hooydonck (BEL) | 118è            |

| Lotto Dstny LTD | Lotto Dstny LTD        | Lotto Dstny LTD |
| --------------- | ---------------------- | --------------- |
| Núm             | Ciclista               | Pos             |
| 141             | Caleb Ewan (AUS)       | 16è             |
| 142             | Jasper De Buyst (BEL)  | 94è             |
| 143             | Arnaud De Lie (BEL)    | 95è             |
| 144             | Jarrad Drizners (AUS)  | 110è            |
| 145             | Frederik Frison (BEL)  | 106è            |
| 146             | Jacopo Guarnieri (ITA) | 124è            |
| 147             | Maxim Van Gils (BEL)   | 38è             |

| Movistar Team MOV | Movistar Team MOV               | Movistar Team MOV |
| ----------------- | ------------------------------- | ----------------- |
| Núm               | Ciclista                        | Pos               |
| 151               | Alexander Aranburu Deba (ESP)   | 26è               |
| 152               | Iván García Cortina (ESP)       | 33è               |
| 153               | Fernando Gaviria Rendón (COL)   | 129è              |
| 154               | Johan Jacobs (SUI)              | 133è              |
| 155               | Oier Lazkano López (ESP)        | 134è              |
| 156               | Lluís Mas Bonet (ESP)           | 63è               |
| 157               | Gonzalo Serrano Rodríguez (ESP) | 25è               |

| Q36.5 Pro Cycling Team Q36 | Q36.5 Pro Cycling Team Q36 | Q36.5 Pro Cycling Team Q36 |
| -------------------------- | -------------------------- | -------------------------- |
| Núm                        | Ciclista                   | Pos                        |
| 161                        | Matteo Moschetti (ITA)     | 156è                       |
| 162                        | Negasi Abreha (ETH)        | 169è                       |
| 163                        | Antonio Puppio (ITA)       | 117è                       |
| 164                        | Gianluca Brambilla (ITA)   | 42è                        |
| 165                        | Mark Donovan (GBR)         | 70è                        |
| 166                        | Alessandro Fedeli (ITA)    | 50è                        |
| 167                        | Tobias Ludvigsson (SWE)    | 96è                        |

| Soudal Quick-Step SOQ | Soudal Quick-Step SOQ         | Soudal Quick-Step SOQ |
| --------------------- | ----------------------------- | --------------------- |
| Núm                   | Ciclista                      | Pos                   |
| 171                   | Julian Alaphilippe (FRA)      | 11è                   |
| 172                   | Kasper Asgreen (DEN)          | 36è                   |
| 173                   | Davide Ballerini (ITA)        | 12è                   |
| 174                   | Tim Declercq (BEL)            | 121è                  |
| 175                   | Dries Devenyns (BEL)          | 123è                  |
| 176                   | Yves Lampaert (BEL)           | 20è                   |
| 177                   | Florian Sénéchal (FRA) (ruta) | 76è                   |

| Arkéa-Samsic ARK | Arkéa-Samsic ARK       | Arkéa-Samsic ARK |
| ---------------- | ---------------------- | ---------------- |
| Núm              | Ciclista               | Pos              |
| 181              | Luca Mozzato (ITA)     | 132è             |
| 182              | Warren Barguil (FRA)   | 40è              |
| 183              | Jenthe Biermans (BEL)  | 59è              |
| 184              | Simon Guglielmi (FRA)  | 102è             |
| 185              | Matis Louvel (FRA)     | 90è              |
| 186              | Clément Russo (FRA)    | 125è             |
| 187              | Alessandro Verre (ITA) | 166è             |

| Team DSM DSM | Team DSM DSM           | Team DSM DSM |
| ------------ | ---------------------- | ------------ |
| Núm          | Ciclista               | Pos          |
| 191          | John Degenkolb (GER)   | 39è          |
| 192          | Pavel Bittner (CZE)    | 167è         |
| 193          | Matthew Dinham (AUS)   | 170è         |
| 194          | Nils Eekhoff (NED)     | 147è         |
| 195          | Marius Mayrhofer (GER) | 115è         |
| 196          | Florian Stork (GER)    | 112è         |
| 197          | Kevin Vermaerke (USA)  | 71è          |

| Team Jayco AlUla JAY | Team Jayco AlUla JAY    | Team Jayco AlUla JAY |
| -------------------- | ----------------------- | -------------------- |
| Núm                  | Ciclista                | Pos                  |
| 201                  | Matteo Sobrero (ITA)    | 37è                  |
| 202                  | Alexandre Balmer (SUI)  | 84è                  |
| 203                  | Michael Hepburn (AUS)   | 154è                 |
| 204                  | Jan Maas (NED)          | 119è                 |
| 205                  | Luka Mezgec (SLO)       | 23è                  |
| 206                  | Lukas Pöstlberger (AUT) | 122è                 |
| 207                  | Zdeněk Štybar (CZE)     | 52è                  |

| TotalEnergies TEN | TotalEnergies TEN        | TotalEnergies TEN |
| ----------------- | ------------------------ | ----------------- |
| Núm               | Ciclista                 | Pos               |
| 211               | Peter Sagan (SVK) (ruta) | 44è               |
| 212               | Maciej Bodnar (POL)      | DNF               |
| 213               | Sandy Dujardin (FRA)     | 157è              |
| 214               | Valentin Ferron (FRA)    | 68è               |
| 215               | Daniel Oss (ITA)         | 35è               |
| 216               | Geoffrey Soupe (FRA)     | 104è              |
| 217               | Anthony Turgis (FRA)     | 9è                |

| Trek-Segafredo TFS | Trek-Segafredo TFS     | Trek-Segafredo TFS |
| ------------------ | ---------------------- | ------------------ |
| Núm                | Ciclista               | Pos                |
| 221                | Mads Pedersen (DEN)    | 6è                 |
| 222                | Dario Cataldo (ITA)    | 113è               |
| 223                | Markus Hoelgaard (NOR) | 152è               |
| 224                | Jacopo Mosca (ITA)     | 164è               |
| 225                | Toms Skujiņš (LAT)     | 88è                |
| 226                | Jasper Stuyven (BEL)   | 10è                |
| 227                | Otto Vergaerde (BEL)   | 159è               |

| Tudor Pro Cycling Team TUD | Tudor Pro Cycling Team TUD | Tudor Pro Cycling Team TUD |
| -------------------------- | -------------------------- | -------------------------- |
| Núm                        | Ciclista                   | Pos                        |
| 231                        | Rick Pluimers (NED)        | 49è                        |
| 232                        | Tom Bohli (SUI)            | 158è                       |
| 233                        | Aloïs Charrin (FRA)        | 165è                       |
| 234                        | Luc Wirtgen (LUX)          | 82è                        |
| 235                        | Miká Heming (GER)          | 138è                       |
| 236                        | Arthur Kluckers (LUX)      | 109è                       |
| 237                        | Roland Thalmann (SUI)      | 146è                       |

| UAE Team Emirates UAD | UAE Team Emirates UAD            | UAE Team Emirates UAD |
| --------------------- | -------------------------------- | --------------------- |
| Núm                   | Ciclista                         | Pos                   |
| 241                   | Tadej Pogačar (SLO)              | 4t                    |
| 242                   | Alessandro Covi (ITA)            | DNF                   |
| 243                   | Tim Wellens (BEL)                | 67è                   |
| 244                   | Felix Großschartner (AUT) (ruta) | 92è                   |
| 245                   | Domen Novak (SLO)                | 163è                  |
| 246                   | Matteo Trentin (ITA)             | 19è                   |
| 247                   | Diego Ulissi (ITA)               | 72è                   |